# Arrest Haviltex
Het arrest Ermes/Haviltex, meer bekend als Haviltex (HR 13 maart 1981, 11.647, ECLI:NL:HR:1981:AG4158, NJ 1981, 635, noot C.J.H. Brunner.) is een arrest van de Hoge Raad der Nederlanden dat een regel geeft over de uitleg van een overeenkomst. Het is een voor het recht essentiële uitspraak, vergelijkbaar met het Lindenbaum/Cohen dat een uitleg geeft van het begrip onrechtmatige daad. 
Uit het arrest Haviltex volgt dat als er een verschil van inzicht ontstaat over de lezing van - een bepaling in - een overeenkomst, niet alleen gekeken moet worden naar de letterlijke bewoording en de taalkundige betekenis van de tekst, maar dat naar de bedoeling van partijen met de bepaling en naar de vraag wat ze over en weer van elkaar mochten verwachten. Dit wordt ook wel aangeduid als de Haviltex-formule of -maatstaf en wordt ook gebruikt om niet-schriftelijke overeenkomsten te interpreteren

## Overweging
In dit arrest formuleerde de Hoge Raad de zogenaamde Haviltex-formule:

De vraag hoe in een schriftelijk contract de verhouding van partijen is geregeld en of dit contract een leemte laat die moet worden aangevuld, kan niet worden beantwoord op grond van alleen maar een zuiver taalkundige uitleg van de bepalingen van dat contract. Voor de beantwoording van die vraag komt het immers aan op de zin die partijen in de gegeven omstandigheden over en weer redelijkerwijs aan deze bepalingen mochten toekennen en op hetgeen zij te dien aanzien redelijkerwijs van elkaar mochten verwachten. Daarbij kan mede van belang zijn tot welke maatschappelijke kringen partijen behoren en welke rechtskennis van zodanige partijen kan worden verwacht.

Dit citaat staat in de tweede overweging omtrent het middel.